# Peritrichia pseudopuberula
Peritrichia pseudopuberula är en skalbaggsart som beskrevs av Schein 1959. Peritrichia pseudopuberula ingår i släktet Peritrichia och familjen Melolonthidae. Inga underarter finns listade i Catalogue of Life.